# Parapalystes megacephalus
Parapalystes megacephalus is een spinnensoort in de taxonomische indeling van de jachtkrabspinnen (Sparassidae).
Het dier behoort tot het geslacht Parapalystes. De wetenschappelijke naam van de soort werd voor het eerst geldig gepubliceerd in 1845 door Carl Ludwig Koch.